# Округ Озоки (Висконсин)
Озоки (енгл. Ozaukee County) је округ у америчкој савезној држави Висконсин.

## Демографија
По попису из 2010. године број становника је 86.395, што је 4.078 (5,0%) становника више него 2000. године.
| Група             | 2000.          | 2010.          |
| Белци             | 78.894 (95,8%) | 80.689 (93,4%) |
| Афроамериканци    | 765 (0,9%)     | 1.177 (1,4%)   |
| Азијати           | 882 (1,1%)     | 1.509 (1,7%)   |
| Хиспаноамериканци | 1.073 (1,3%)   | 1.956 (2,3%)   |
| Укупно            | 82.317         | 86.395         |